# Kari Hotakainen
Kari Hotakainen (ur. 9 stycznia 1957 w Pori) – fiński poeta i pisarz.
Studiował nauki humanistyczne na Uniwersytecie Helsińskim. Pracował jako dziennikarz, a także copywriter w dziale reklamowym wydawnictwa. Jego debiutem literackim był tomik wierszy zatytułowany Harmittavat takaiskut (Przykre niepowodzenia), opublikowany w 1980 roku. Tworzy również powieści, utwory teatralne oraz słuchowiska radiowe.

## Twórczość
- Harmittavat takaiskut (tom poezji, 1982)
- Kuka pelkää mustaa miestä (tom poezji, 1985)
- Buster Keaton: Elämä ja teot (1991) (fragm. w przekładzie Joanny Trzcińskiej-Mejor wydrukowała Literatura na Świecie, nr 7-8/1998)
- Bronks (1993)
- Klassikko (1997)
- Sydänkohtauksia, eli kuinka tehtiin Kummisetä (1999)
- Näytän hyvältä ilman paitaa (2000)
- Juoksuhaudantie (2002)
- Huolimattomat (2006)
- Ihmisen osa (2009)

## Wyróżnienia i nagrody
- Finlandia (2002)
- Nagroda literacka Rady Nordyckiej (2004)
- Nagroda Runeberga (Runeberg-palkinto 2010)